# Speciaal Interventie Eskadron
Het Speciaal Interventie Eskadron of het SIE (Frans: Escadron Spécial d'Intervention, ESI) was een speciale eenheid van de voormalige Belgische rijkswacht opgericht in april 1977.

## Geschiedenis
Voor 1977 bestonden er kleinere groepen, niet officieel gestructureerd, in de 5de en 6de Mobiele Groep van het Mobiel Legioen te Etterbeek. Vanaf 1977 bestond deze eenheid officieel in de organieke tabellen en werden de bewapening en activiteiten uitgebreid. Zo ontstonden de afdelingen "interventie", "scherpschutters", "filature-team" en "technisch team". Sinds de politiehervorming in 2002 is deze eenheid opgegaan in de Directie speciale eenheden van de federale politie: de eenheid kreeg de naam DSU.
In maart 2006 (voor de interne reorganisatie van de federale politie) veranderde de naam van de speciale eenheid in CGSU (Commissariaat-Generaal Special Units). Dit was om te beklemtonen dat de eenheid rechtstreeks afhangt van de commissaris-generaal van de federale politie.
Sinds januari 2015 werd er opnieuw gekozen voor de naam "Directie van de speciale eenheden" (afgekort DSU) omwille van de optimalisatie van de federale politie, waarbij de speciale eenheden vanwege de operationele en gerechtelijke aard van hun werk onder de Algemene directie van de gerechtelijke politie (DGJ) geplaatst werden.